# Ernest Bevin
Ernest Bevin (Winsford (Somerset), 9 maart 1881 - Londen, 14 april 1951) was een Britse vakbondsleider en Labour-politicus. Hij was minister van Arbeid van 1940 tot 1945 en minister van Buitenlandse Zaken van 1945 tot 1951.
Hij was mede-oprichter en van 1922 tot 1940 algemeen secretaris van de machtige Transport and General Workers' Union. 
In de coalitieregering tijdens de Tweede Wereldoorlog was hij minister van Arbeid. Hij slaagde er in die periode in de Britse arbeidsreserve, voor zowel de strijdkrachten als de binnenlandse industriële productie, optimaal te benutten, zonder veel stakingen en oproeren. 
Zijn hoogtepunt beleefde Bevin als minister van Buitenlandse Zaken in de naoorlogse Labour-regering (1945-1951). Hij verwierf Amerikaanse financiële steun (Marshall-hulp), was sterk gekant tegen het communisme en speelde een belangrijke rol in de oprichting van de NAVO. Tijdens zijn ambtstermijn kwam er een einde aan het Britse mandaat over Palestina en vond de oprichting van de staat Israël plaats.
Volgens zijn biograaf Alan Bullock "is Bevin de laatste in de lijn van ministers van buitenlandse zaken in de traditie die door Castlereagh, Canning en Palmerston in de eerste helft van de 19e eeuw was begonnen, met Salisbury, Grey en Austen Chamberlain als zijn voorgangers in de 20e eeuw, en - mede door de afname van de Britse macht - zonder opvolgers."
- Biblioteca Nacional de España: XX1468947
- Bibliothèque nationale de France: cb11970287r (data)
- Gemeinsame Normdatei: 118658700
- International Standard Name Identifier: 0000 0000 9857 597X
- Library of Congress Control Number: n82249897
- National Archives and Records Administration: 10567916
- Nationale Bibliotheek van Tsjechië: skuk0000106
- Nationale Bibliotheek van Israël: 987007258764005171
- Nationale Bibliotheek van Polen: a0000002614835
- Nederlandse Thesaurus van Auteursnamen: 069830274
- LIBRIS: 178215
- SNAC: w6rn4dvw
- Système universitaire de documentation: 027720659
- Trove: 1037920
- Virtual International Authority File: 32790182
- WorldCat: E39PBJtMrBg4ggTkxVF3bKCqQq